# Deutsches Diabetes-Zentrum
Das Deutsche Diabetes-Zentrum (DDZ), Leibniz-Zentrum für Diabetes-Forschung an der Heinrich-Heine-Universität (HHU), ist eine außeruniversitäre Forschungseinrichtung mit Sitz in Düsseldorf. Es wurde 1964 auf Initiative von Karl Oberdisse als "Gesellschaft zur Förderung der Erforschung der Zuckerkrankheit e. V." gegründet. Das DDZ erforscht transdisziplinär den Diabetes mellitus. Ziel ist die Prävention, Früherkennung, Diagnostik und Therapie des Diabetes und seiner Begleit- und Folgeerkrankungen. Die Forschungsschwerpunkte liegen auf der anwendungsorientierten Grundlagenforschung im Bereich der klinischen Diabetologie, der klinischen Biochemie und Pathobiochemie, der Biometrie und Epidemiologie sowie der Versorgung und Gesundheitsökonomie. Dabei spielen Fragen zu Risikogenen, Mechanismen, individuellen Lebensstilen in Kombination mit Umwelteinflüssen und deren langfristige Effekte auf die Bevölkerung und deren Versorgung eine entscheidende Rolle. Dies geschieht in umfangreichen klinischen Studien wie der Deutschen Diabetes-Studie (GDS), die den Verlauf und die Folgen über viele Jahre untersucht. Wissenschaftlicher Geschäftsführer und Sprecher des Vorstandes des DDZ und Direktor des Instituts für Klinische Diabetologie ist seit 2008 Michael Roden, der zudem die Klinik für Endokrinologie und Diabetologie am Universitätsklinikum Düsseldorf leitet.
Das Forschungszentrum steht unter der Trägerschaft der Deutschen Diabetes-Forschungsgesellschaft e. V. und ist ein An-Institut der HHU als „Leibniz-Zentrum für Diabetes-Forschung“ Mitglied der Wissenschaftsgemeinschaft Gottfried Wilhelm Leibniz.
Das DDZ hat rund 240 Mitarbeiter und ist eng mit der Klinik für Endokrinologie und Diabetologie des Universitätsklinikums Düsseldorf, dem Institut für Stoffwechselphysiologie und dem Institut für Versorgungsforschung und Gesundheitsökonomie an der HHU verbunden. Zudem ist das DDZ Gründungs-Partner im Deutschen Zentrum für Diabetesforschung (DZD e. V.).
Das DDZ betreibt zahlreiche klinische Studien. Die multizentrische Deutsche Diabetes Studie (GDS), die gemeinsam mit den Partnern und assoziierten Partnern des DZD e. V. durchgeführt wird, untersucht die Stoffwechselveränderungen von derzeit 1500 Menschen mit Diabetes mellitus ab dem ersten Jahr nach der Diagnose und beobachtet den Verlauf von Begleiterkrankungen und Spätfolgen über mindestens 10 Jahre. Gemeinsam mit dem Leibniz-Institut für umweltmedizinische Forschung (IUF) Düsseldorf betreibt das DDZ ein Studienzentrum der NAKO Gesundheitsstudie, das 10.000 von deutschlandweit 200.000 Menschen untersucht, um verbesserte Prävention, Früherkennung und Diagnose von Volkskrankheiten wie Krebs, Diabetes und Demenz zu ermöglichen. Des Weiteren betreibt das DDZ unter anderem eine Studie zu den Stoffwechselveränderungen nach bariatrischer Chirurgie bei Menschen mit Adipositas (BARIA-DDZ) und seit 1989 ein populationsbasiertes Diabetes-Inzidenzregister zur Diabeteshäufigkeit im Kindes-, Jugend- und jungen Erwachsenenalter, die Eingang in das europaweite Kooperationsprojekt EURODIAB ACE zur Epidemiologie des Typ-1-Diabetes finden.
Finanziert wird das DDZ je zur Hälfte vom Bundesministerium für Gesundheit (BMG) und dem nordrhein-westfälischen Ministerium für Kultur und Wissenschaft (MKW NRW). Darüber hinaus werden Projekte durch Fördermittel von der Europäischen Union (EU), der Deutschen Forschungsgemeinschaft (DFG) und dem Bundesministerium für Bildung und Forschung (BMBF) finanziert.

## Highlights aus der Forschung
- Die Deutsche Diabetes Studie (GDS) lieferte unter anderem Hinweise auf neue Subtypen (Cluster) des Diabetes mit unterschiedlichem Risiko für Diabetes-assoziierte Begleit- und Folgeerkrankungen.[5] Wissenschaftler des DDZ sowie Partner des DZD und der Universität Lund haben so Patienten mit schwer-insulinresistentem Diabetes identifiziert, die ein erhöhtes Risiko für die Entwicklung einer nicht-alkoholischen Fettlebererkrankung (NAFLD) aufweisen, während Patienten mit schwer-insulindefizientem Diabetes ein erhöhtes Risiko für diabetische Polyneuropathie haben. Entsprechend dem Konzept der Präzisionsmedizin sollen diese Ergebnisse ermöglichen, maßgeschneiderte Strategien zur Prävention und Behandlung des Diabetes und seiner Folgen zu entwickeln.
- Störungen der Leberfunktion bei Adipositas und Diabetes sind von zunehmender klinischer und sozioökonomischer Bedeutung. Wissenschaftler des DDZ haben in letzter Zeit in intensiver Kooperation zum besseren Verständnis des Energiestoffwechsels bei NAFLD (AG Roden) und zu den Mechanismen der Regeneration der Leber (AG Lammert) beigetragen.[6][7]
- Basierend auf den Daten des Statistischen Bundesamtes und der Krankenversicherungen von rund 65 Millionen gesetzlich Versicherten veröffentlichte das DDZ (AG Rathmann) Hochrechnungen zur Zahl der Typ-2-Diabetes-Fälle in Deutschland.[8] Ein Ergebnis dieses Projektes ist ein web-basiertes Tool („Diabetes-Uhr“), das in Echtzeit die die Prävalenz und Inzidenz von Diabetes in Deutschland dargestellt.[9]
- Herz-Kreislauf-Erkrankungen sind häufig mit Diabetes assoziiert und tragen wesentlich zur erhöhten Sterblichkeit der Patienten bei. Im Rahmen eines Sonderforschungsbereichs SFB (1116) der Medizinischen Fakultät an der HHU, der von der DFG eingerichtet wurde, sind Wissenschaftler des DDZ (Michael Roden, Julia Szendrödi) seit 2014 an der Erforschung der „Master switches bei kardialer Ischämie“ beteiligt. Dadurch sollen die akuten Komplikationen des Herzinfarktes und seine Spätfolgen unter anderem im Zusammenhang mit Stoffwechselstörungen wie Diabetes mellitus besser verstanden und letztlich vermindert werden.
- Die frühen Veränderungen, die die Entstehung von Diabetes mellitus begünstigen, sind noch nicht genau bekannt. Im DFG-geförderten Graduiertenkolleg (GRK) „vivid – In vivo Untersuchungen der frühen Entstehung des Typ-2-Diabetes“ (Sprecher: Al-Hasani) erforschen Wissenschaftler der Naturwissenschaftlichen und der Medizinischen Fakultäten an der HHU in Zusammenarbeit mit dem DDZ die Mechanismen der frühen Ursachen der Diabetesentstehung.[10][11][12]
- Das DDZ koordiniert seit 2018: unter Förderung des Landes NRW und der EU ein Kompetenzzentrum für Innovative Diabetes Therapie (KomIT).[13][14][15] Ein Konsortium aus universitären und industriellen Partnern zielt auf die Entwicklung neuer Therapien effiziente und vor allem auf die rasche Translation innovativer Forschungsergebnisse in die klinische Anwendung.

## Von Mering Medaille
Seit 2016 verleiht der Vorstand des DDZ die nach Josef von Mering benannte Von Mering Medaille an Persönlichkeiten, die sich langjährig für die deutsche Diabetesforschung und das DDZ eingesetzt haben. Preisträger: 2016 Hans-Ulrich Häring, 2017 Hans-Georg Joost, 2018 Werner Waldhäusl, 2019 Guido Giani.